# عمر عثمان رابي
عمر عثمان رابي هو سياسي جيبوتي، ولد في 1946 في بورمة في صوماليلاند، وتوفي في 17 أبريل 2013 في القاهرة في مصر.